# پنوچ (کالیفرنیا)
پنوچ (به انگلیسی: Panoche) یک منطقهٔ مسکونی در ایالات متحده آمریکا است که در شهرستان سن بنیتو، کالیفرنیا واقع شده‌است. پنوچ ۳۷۲ متر بالاتر از سطح دریا واقع شده‌است.